# Hilibadalu (Umbunasi)
Hilibadalu is een bestuurslaag in het regentschap Nias Selatan van de provincie Noord-Sumatra, Indonesië. Hilibadalu telt 703 inwoners (volkstelling 2010).